# Sinnamary

Gmina Sinnamary na mapie Gujany Francuskiej

Sinnamary – miasto i gmina w Gujanie Francuskiej (departament zamorski Francji), 3165 mieszkańców  (2011). Znajduje się tu port lotniczy Sinnamary.